# کوداگو
کوداگو (به لاتین: Kudagu) یک منطقهٔ مسکونی در روسیه است که در شهرستان داخادایفسکی واقع شده‌است.